# التالبة (الحصن)

تعديل مصدري - تعديل

التالبة هي إحدى قرى عزلة اليمانية العليا بمديرية الحصن التابعة لمحافظة صنعاء، بلغ تعداد سكانها 305 نسمة حسب تعداد اليمن لعام 2004.